# Раян Кокрейн
Раян Кокрейн  (англ. Ryan Cochrane, 29 жовтня 1988) — канадський плавець, олімпійський медаліст.

## Виступи на Олімпіадах
| Олімпіада   | Дисципліна                             | Місце |
| ----------- | -------------------------------------- | ----- |
| Пекін 2008  | плавання на 400 метрів вільним стилем  | 9     |
| Пекін 2008  | плавання на 1500 метрів вільним стилем | 3     |
| Лондон 2012 | плавання на 400 метрів вільним стилем  | 9     |
| Лондон 2012 | плавання на 1500 метрів вільним стилем | 2     |